# 荒木翔太
荒木 翔太（あらき しょうた、2001年4月5日 - ）は、熊本県玉東町出身
の元プロ野球選手（内野手）。右投右打。NPBでは育成選手だった。

## 経歴

### プロ入り前
小学生から「玉東町少年野球クラブ」で軟式野球を始め、玉東町立玉東中学校では「熊本北リトルシニア」に所属した。
高校は熊本市の熊本市立千原台高等学校に進学。甲子園出場の経験は無いが、2年生の夏から二塁手のスターティングメンバーとして出場した。3年生の夏の第101回全国高等学校野球選手権熊本大会では、4番・三塁手として出場し、2安打1打点の活躍をしたが、ルーテル学院高校に初戦敗退した。
2019年10月17日に行われたドラフト会議にて、福岡ソフトバンクホークスから育成ドラフト6位指名を受け、11月1日、支度金300万円、年俸360万円（金額は推定）で契約合意に達し、12月5日、福岡市内のホテルで入団発表会見が行われた。背番号は136。

### ソフトバンク時代
2020年は、二軍公式戦の出場は無く、三軍戦において26試合に出場し、打率.114、1本塁打、3打点を記録した。
2021年も、一軍、二軍ともに公式戦の出場はなかった。
2022年は、5月17日の高知ファイティングドッグスとの三軍戦で、自身初となる満塁本塁打を放った。この年は、初めて二軍公式戦にも出場したが、6試合で打率.125と結果を残せず、10月17日に戦力外通告を受け、現役引退を表明した。

### 現役引退後
現役引退後も球団に残り、2023年からは四軍用具担当兼サブマネージャーを務める。

## 選手としての特徴
高校通算20本塁打を記録する強打の大型内野手。

## 詳細情報

### 年度別打撃成績
- 一軍公式戦出場なし

### 背番号
- 136（2020年 - 2022年）

### 登場曲
- 「Change」ONE OK ROCK （2020年）
- 「I was king」ONE OK ROCK （2020年）
- 「世界が終るまでは…」WANDS（2021年 - 2022年）
- 「君が好きだと叫びたい」BAAD（2021年 - 2022年）